# Fetisch Film Festival

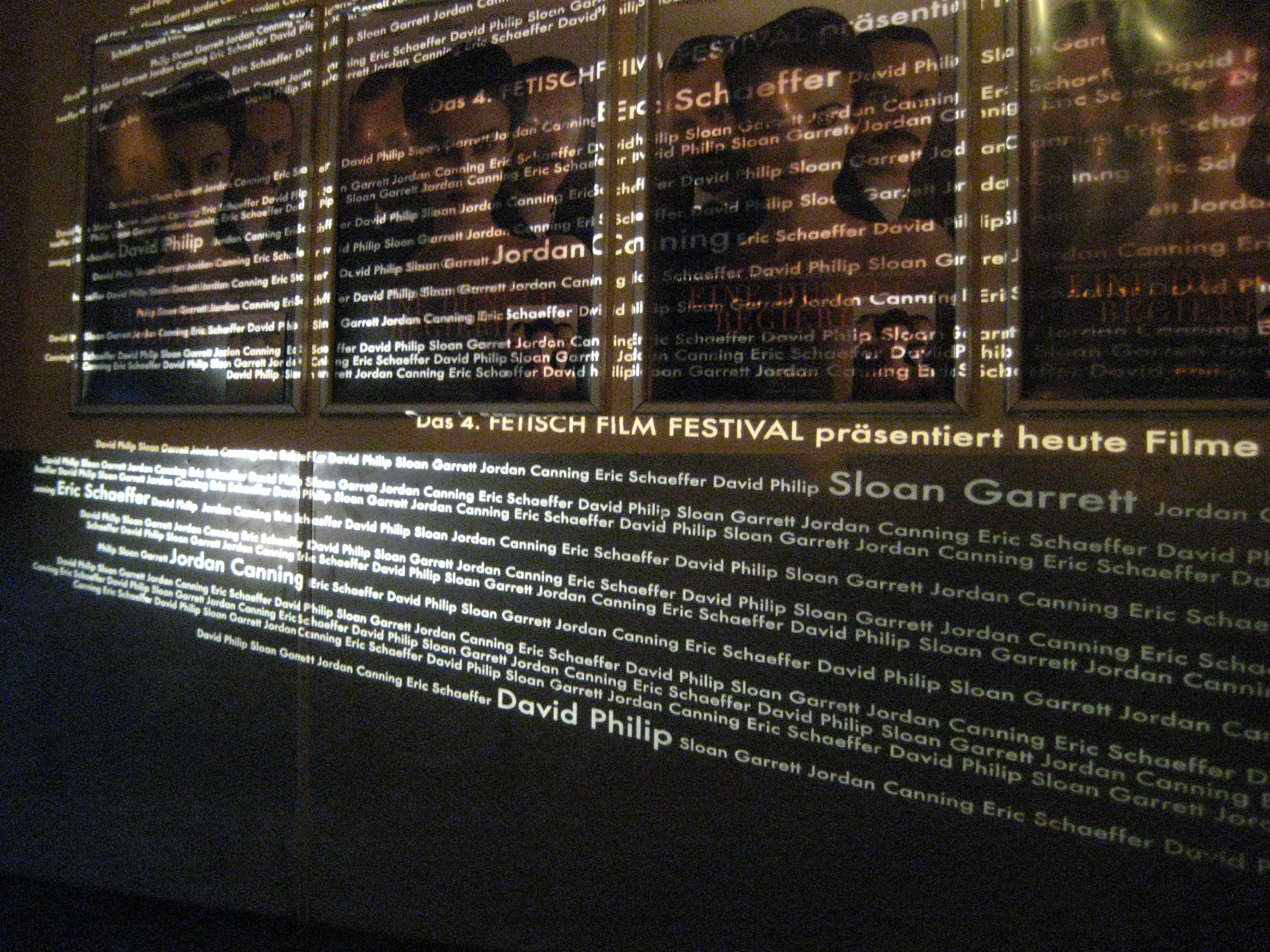
Fetisch Film Festival 2011

Das Fetisch Film Festival findet seit dem Jahr 2008 immer im Herbst in Kiel statt. Präsentiert werden neue Filme (Spiel- und Dokumentarfilme, kurze and lange Arbeiten), die einen erotischen Fetisch abbilden, liebevolle BDSM-Inszenierungen zeigen, die von offenen Partnerschaften (Polyamory/Swinger/Cuckold) und Crossdressing handeln. „Safe, sane and consensual“ (sicher, gesund und einvernehmlich) ist ein Leitmotto der Filmauswahl.
Das Filmfestival ist für internationale Künstler eine zentrale Plattform, um ihre Werke öffentlich zu zeigen und Feedback zu erhalten.
Die Veranstaltung soll ein Beitrag zu Aufklärung, sexueller Selbstbestimmung, Vielfalt, Toleranz und Akzeptanz sein, die BDSM-Subkultur stärken, Menschen einen Erkenntnisgewinn über sich ermöglichen und abseits von Computern eine reale Möglichkeit von Kommunikation und Begegnung bieten.

## Preisträger
Das Publikum diskutiert im Kino über die Filme und bewertet auf Fragebögen. Auf dieser Grundlage werden die Awards des Festivals vergeben.
Preisträger Bester Film des Jahres:
- 2008: Infernali, Regie: Francisco (USA)
- 2009: SM Richter, Regie: Erik Lamens (Belgien)
- 2010: American Fetish, Regie: Michael Simmons (USA)
- 2011: Vigasiosexploitation, Regie: Sebastiano Montresor (Italien)
- 2012: In guten Händen, Regie: Tanya Wexler (GB)
- 2013: Venus im Pelz, Regie: Roman Polanski (Frankreich/Polen)
- 2014: Top Girl oder la déformation professionnelle, Regie: Tatjana Turanskyj (Deutschland)
- 2015: Kim, Regie: Tobias Rydin (Schweden)
- 2016: Mapplethorpe: Look at the Pictures, Regie: Randy Barbato und Fenton Bailey (USA)